# كأس السوبر الإفريقي 1994
كأس السوبر الأفريقي 1994، هي النسخة الثانية من بطولة كأس السوبر الأفريقي، بطولة من مباراة واحدة أقيمت على أرض محايدة بتنظيم من الاتحاد الأفريقي لكرة القدم (كاف) بين الزمالك المصري الفائز بكأس أفريقيا للأندية أبطال الدوري 1993 وغريمه التقليدي الأهلي المصري الفائز بكأس أفريقيا للأندية أبطال الكؤوس 1993، وهي النسخة الأولى في تاريخ البطولة التي تضم فريقان من نفس البلد والمباراة القارية الأولى بين الفريقين، فاز الزمالك بالكأس بعد أن تفوق على الأهلي بنتيجة 1-0 من خلال الهدف المتأخر الذي أحرزه أيمن منصور في الدقيقة 86 من عمر اللقاء.

## الفرق
| الفريق  | المنطقة      | طريقة التأهل                              | حضور سابق (الخط الغليظ يشير إلى بطل تلك النسخة) |
| ------- | ------------ | ----------------------------------------- | ----------------------------------------------- |
| الزمالك | شمال أفريقيا | بطل كأس أفريقيا للأندية البطلة 1993       | 0                                               |
| الأهلي  | شمال أفريقيا | بطل كأس أفريقيا للأندية أبطال الكؤوس 1993 | 0                                               |

## المباراة
| الزمالك        | 1 – 0 | الأهلي |
| -------------- | ----- | ------ |
| أيمن منصور 86' | تقرير |        |

| الزمالك | الأهلي |